# Phymateus madagassus
Phymateus madagassus är en insektsart som beskrevs av Karsch 1888. Phymateus madagassus ingår i släktet Phymateus och familjen Pyrgomorphidae. Inga underarter finns listade i Catalogue of Life.